# 艾迪·亚当斯

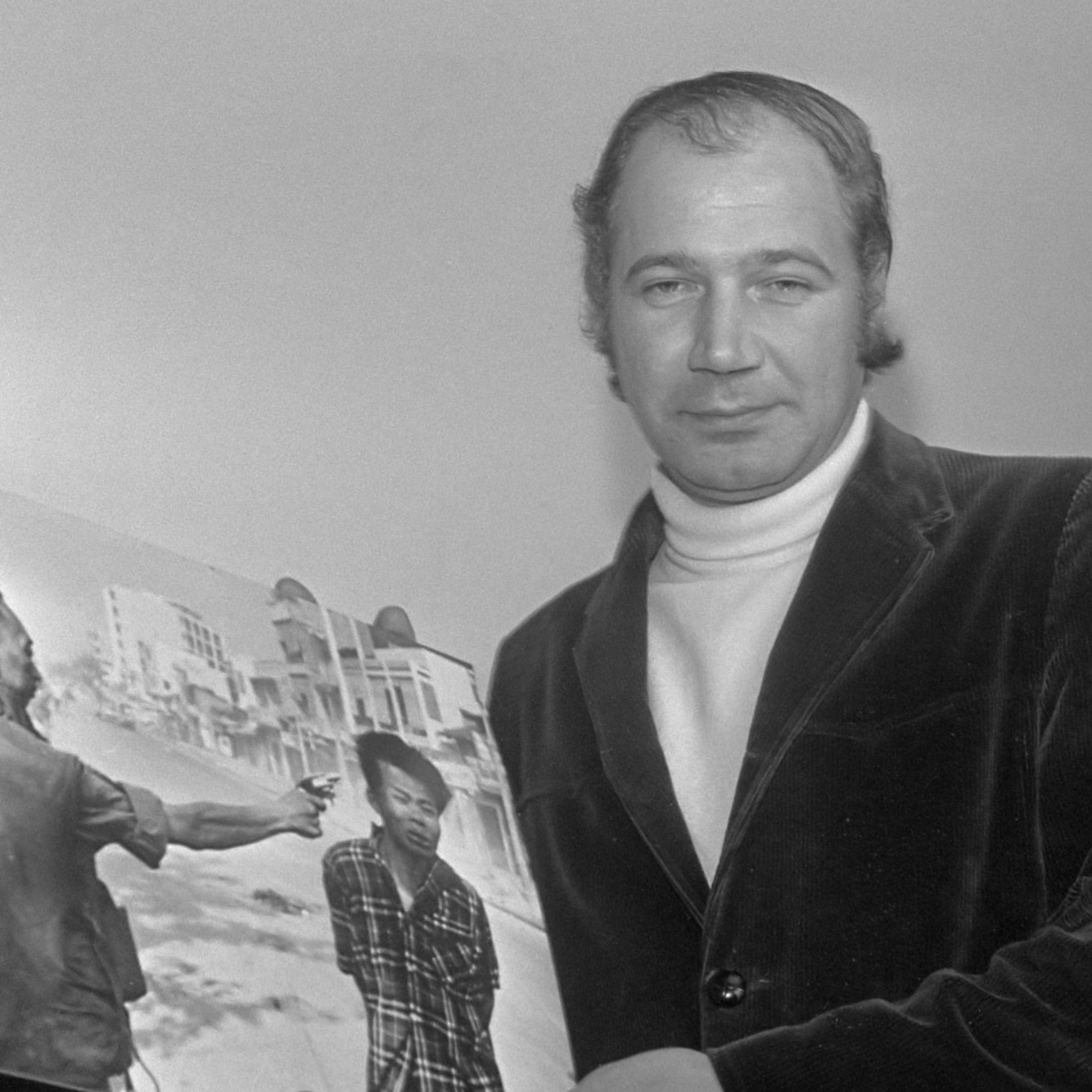
Eddie Adams

艾迪·亚当斯（Eddie Adams，1933年6月12日—2004年9月19日），是一位美国著名的摄影记者，他拍摄的许多战争题材的照片非常有名。

## 人物简介
爱迪·托马斯·亚当斯（1933.6.12—2004.9.19），一般简称为爱迪·亚当斯。他是美国著名摄影记者、普利策奖得主。爱迪·亚当斯是在1969年以一张震撼世界的《枪毙越共》赢得荷赛和普利策奖。照片记录了一名南越军官在街边枪毙越共战俘的骇人一刻。爱迪·托马斯·亚当斯1933出生于美国宾夕法尼亚州的新肯士顿，2004年在纽约的家中病逝，享年71岁。

## 生平

### 早年
爱迪·托马斯·亚当斯还在高中的时候，他就开始给婚礼和其他仪式拍照。
亚当斯在海军服役时就当过朝鲜战争的战地记者。之后他回到新肯士顿，在当地的一家报纸就职，还为《费城晚报》工作过。1962年，亚当斯开始为美联社工作，数次赴越南拍摄。而亚当斯1968年2月拍摄《枪毙越共》的那一瞬间使他达到了职业生涯的顶峰。
在亚当斯的摄影师生涯中，从朝鲜战争到海湾战争他一共参加过13次战争。他在1972年到1976年间为《时代》杂志工作。从1976年到1980年又回到美联社，成为特派记者。
爱迪·亚当斯还是一个多才多艺的人。他的职业生涯涉及了新闻、编辑、时尚业、娱乐业和广告摄影等多个领域。亚当斯的摄影作品通常被刊登在全球著名媒体的头版或是封面，比如《时代周刊》，《新闻周刊》，《生活》，《时尚》，《名利场》等等，他同时还是《时代》，《生活》和《波瑞》杂志的自由撰稿人。

### 摄影，毕生所爱
爱迪·亚当斯可能不会告诉你，他是我们这个时代作品被刊登最多的摄影师，也是获得奖项最多的摄影师。亚当斯一生获得了500多项国内和国际奖项，其中包括1969年的普利策奖。但是，他或许会告诉你他因同贝笛·戴维斯一起喝醉了酒而没有拍摄到任何东西。
爱迪·亚当斯是个叙事高手，他的每张照片都在讲述一个故事。摄影是他毕生最喜欢做的事情。当爱迪·亚当斯还是一个孩子的时候，他用卖报纸攒下的钱买了一架照相机和一个放映机，他每次花5美元租来一个电影的拷贝为同伴们放电影，这样每天就能挣10美元。到了14岁，爱迪·亚当斯开始为人们拍摄婚纱照谋生，每次收5美元。当他上高中的时候，他开始每晚为当地的一家报纸工作。
在以后的日子里，爱迪·亚当斯曾被美联社聘任并被派往海地，他拍摄了那里的骚乱，照片开始刊登在一些媒体的头版。“没有人相信我能活着回来。”他回忆道。
媒体，他的展览馆
爱迪·亚当斯的摄影作品从来不在博物馆里展出，他的作品因常常刊登在各种报纸和杂志的封面上而被全世界的读者所熟悉。“有些照片看起来比较轻松有趣”，他说，“其他的一些是严肃的，因为他们源于心灵。一幅摄影作品可以改变世界，正是通过摄影师的镜头，我们记住了历史上的人和事。”
爱迪·亚当斯是个性格复杂的人，他总是不知疲倦地工作并且充满着灵感和狂放的热情。对于他那幅最有名的作品，他不愿意多谈，而是更愿意谈论那些照片带来的后果———促使卡特总统做出了最后的决定———让成千上万的越南难民前往美国。
“这是我一生中所做的最好的事情”，亚当斯说。“我的心被一些自己拍摄的照片撕扯着，”亚当斯平静地说，“我到处拍照，看到了各种各样的事情，我发现我常常觉得自己就是被镜头捕捉的那个人，比如说我拍到的一些受伤的人，我发现自己成为了拍摄对象。我真的能感觉到，我成了那个受伤的人。我知道很多优秀的摄影师喜欢上了自己作品中的对象，真的。但我已经厌倦了哭泣。”

### 重返纽约
厌倦了在战场上看到的一切，爱迪·亚当斯返回纽约，回到了孩子们的身边。
“我转向拍摄名流，他们不会使我的灵魂受煎熬，给的钱又多。”他拍摄的名人中有克林顿夫妇、罗马教皇等等。
爱迪·亚当斯总是不会掩饰自己的想法。“很多的美国人”，他说，“从来没有去过苦难的地方，也不了解这些。”生活对亚当斯来讲就是挑战，挑战是他决心去征服的。亚当斯于1988年创立了名叫“巡回乡村演出”的爱迪·亚当斯工作室。此后每年10月份在亚当斯的农场举行展览。每年为期4天的活动中，亚当斯同许多美国资深摄影记者一道，对年轻摄影师进行摄影上的指导。学员们会在附近找寻和生活息息相关的新闻人物和故事———从牛仔表演到花店开张，任何事件都不会逃过他们的镜头。而亚当斯这位反传统导师会常常穿着牛仔装出席展览开幕典礼，以站在椅子上吹号角的方式来宣告开幕，这一讽刺传统权威的“仪式”常常会使新学员目瞪口呆，而台下耀眼的闪光灯从不会放过这一刻。
爱迪·亚当斯的最后野心是写一本书，“那将是一本小说，但是其实并不是虚构的，我要把它献给我并不喜欢的人们，还没取书名呢。”亚当斯在2004年5月被诊断患有肌萎缩侧索硬化症，但是直到病故前两个月，他还坚持摄影活动。

### 撼世之作
照片《枪毙越共》展现的不是大战前的准备或战后的创伤，而直接传达了赤裸裸的暴力，使人们亲历了战争的恐怖。美国国家广播公司也拍到了这一幕，和亚当斯的这张照片一起，报道影响到了当年的美国大选。它为尤金·麦卡锡的反战纲领提供了支持，而两个月过后，约翰逊总统宣布将不谋求连任。
亚当斯当时正在给这个被捕的战俘拍照，当南越军官走近时，并没有意识到将要发生什么事情。
他的相机和军官手中的枪同时举起，而就在子弹穿过战俘头颅那一刹那，而照片定格在了永恒的这一刻。手枪在近距离对准人头，战俘的表情充满对死亡的恐惧，而致命的一枪传达出的暴力气势似乎穿透了照片的平面世界，让观者久久不能遗忘。軍官阮玉鸞开枪后说：“他们杀了很多美国人和我们的人。”
这场突然的枪决画面传达的含义远远超过事件本身。美国军事历史专家莱斯利·库伦说：“抛开这一枪决是否正当，照片传达给所有观者的印象是执行枪决仅仅是为了枪决本身。人们会这样问自己：‘难道我们要支持别人做这种事？’”
对于亚当斯自己，照片留下的是难以逾越的高度，为这张照片，亚当斯还在一直尽力为越战的创伤赎罪，他也受到过来自同行的责问。在一次颁奖典礼上，一位荷兰记者曾这样问他：“你为什么不阻止他杀死那个人？”此后两年间，亚当斯都无法使自己直面这张照片。
在得普利策奖后不久，亚当斯说：“我从展示一个人对另一个人的杀戮中获取了利益。有两个人因此被毁，而我却为此得奖，成为了一个英雄。”
当时，亚当斯在西贡跟随照片中的开枪者——南越警察队长阮玉鸞——采访了两周。阮玉鸞后来移民美国，在东北部开了小食店。但是，人们光顾阮玉鸞的小店却仅仅是为了“盯着他”，看看这个刽子手。每当想起这张照片改变了阮玉鸞的整个人生，亚当斯就感到内疚，“我憎恨因为我的照片使被摄者受到影响”。有一时期，亚当斯甚至想退回他所获得奖项来减轻内心的自责。
由于肌萎縮性脊髓側索硬化症，2004年9月19日逝世于曼哈顿的家中。

## 奖项
与普利策一起，亚当斯获得了500多个奖项，包括1968年，1977年和1978年的新闻摄影乔治波尔克奖，14次世界新闻摄影奖，以及全国新闻摄影师的无数奖项协会，海外新闻俱乐部和许多其他组织的摄影奖项。